# Oncocnemis exacta
Oncocnemis exacta is een vlinder uit de familie uilen (Noctuidae). De wetenschappelijke naam is voor het eerst geldig gepubliceerd in 1887 door Christoph.
De soort komt voor in Europa.